# Cung điện Hoàng gia Gödöllő

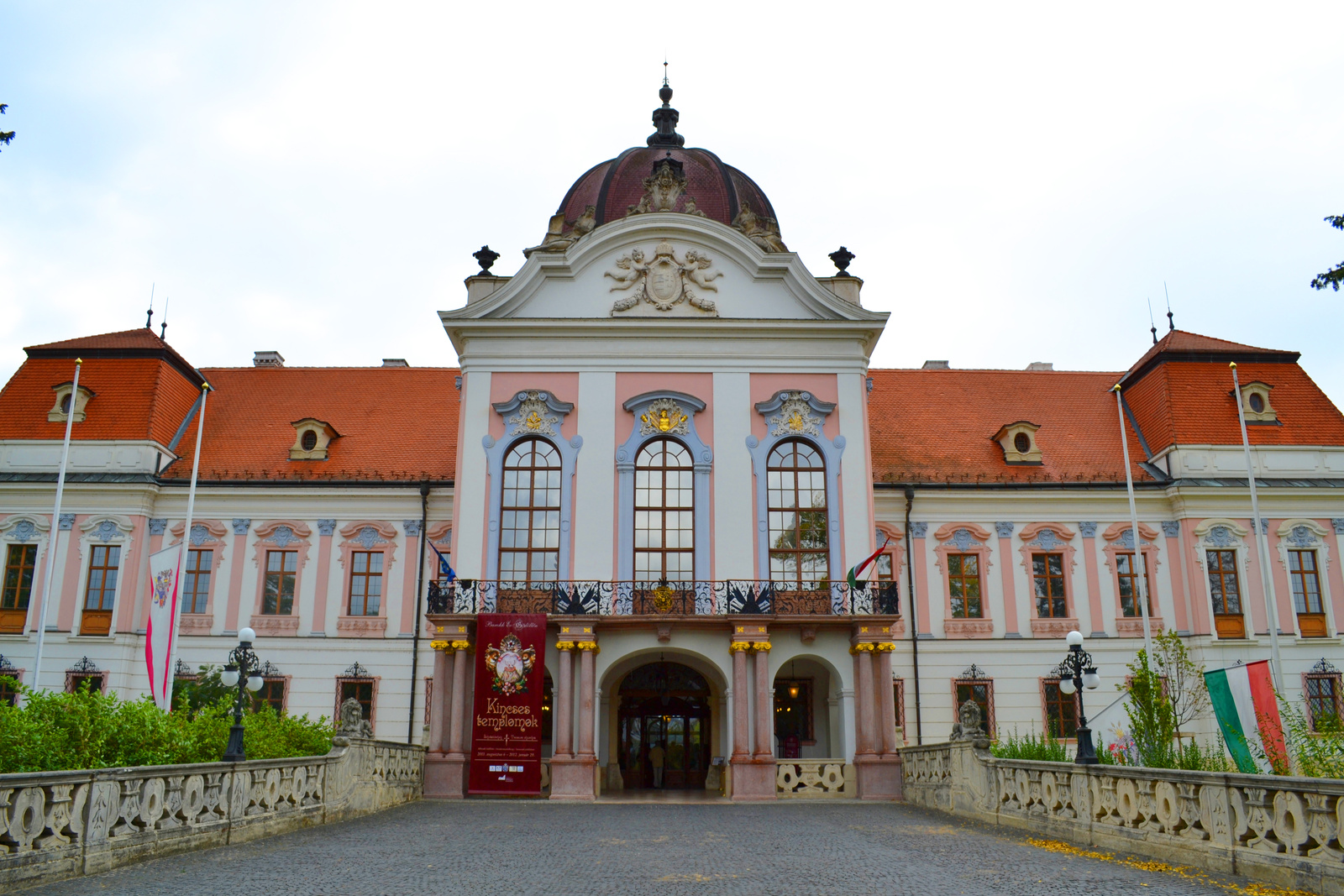
Hướng nhìn chính diện

Cung điện Hoàng gia Gödöllő là một trong những di tích quan trọng nhất, lớn nhất của kiến trúc cung điện Hungary. Người xây dựng nó, Bá tước Antal Grassalkovich I (1694–1771) là một nhân vật có tầm ảnh hưởng trong tầng lớp quý tộc Hungary vào thế kỷ thứ 18. Ông có xuất thân Hoàng gia, là chủ tịch của Nghị viện Hungary, và là thân tín của Hoàng hậu Maria Theresia (1740–1780). Việc xây dựng cung điện này bắt đầu vào khoảng năm 1733, dưới sự chỉ đạo của András Mayerhoffer (1690–1771).

## Nguồn gốc

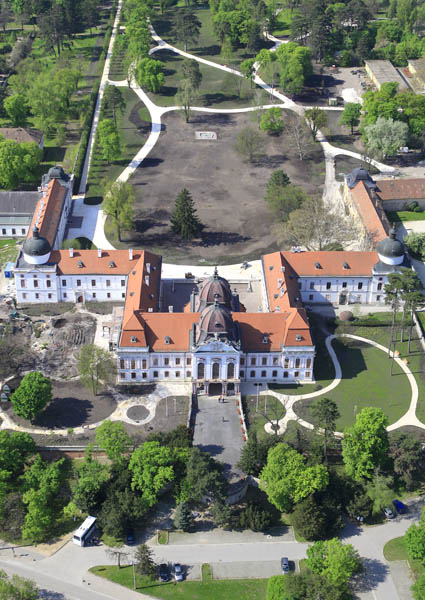
Toàn cảnh trên cao

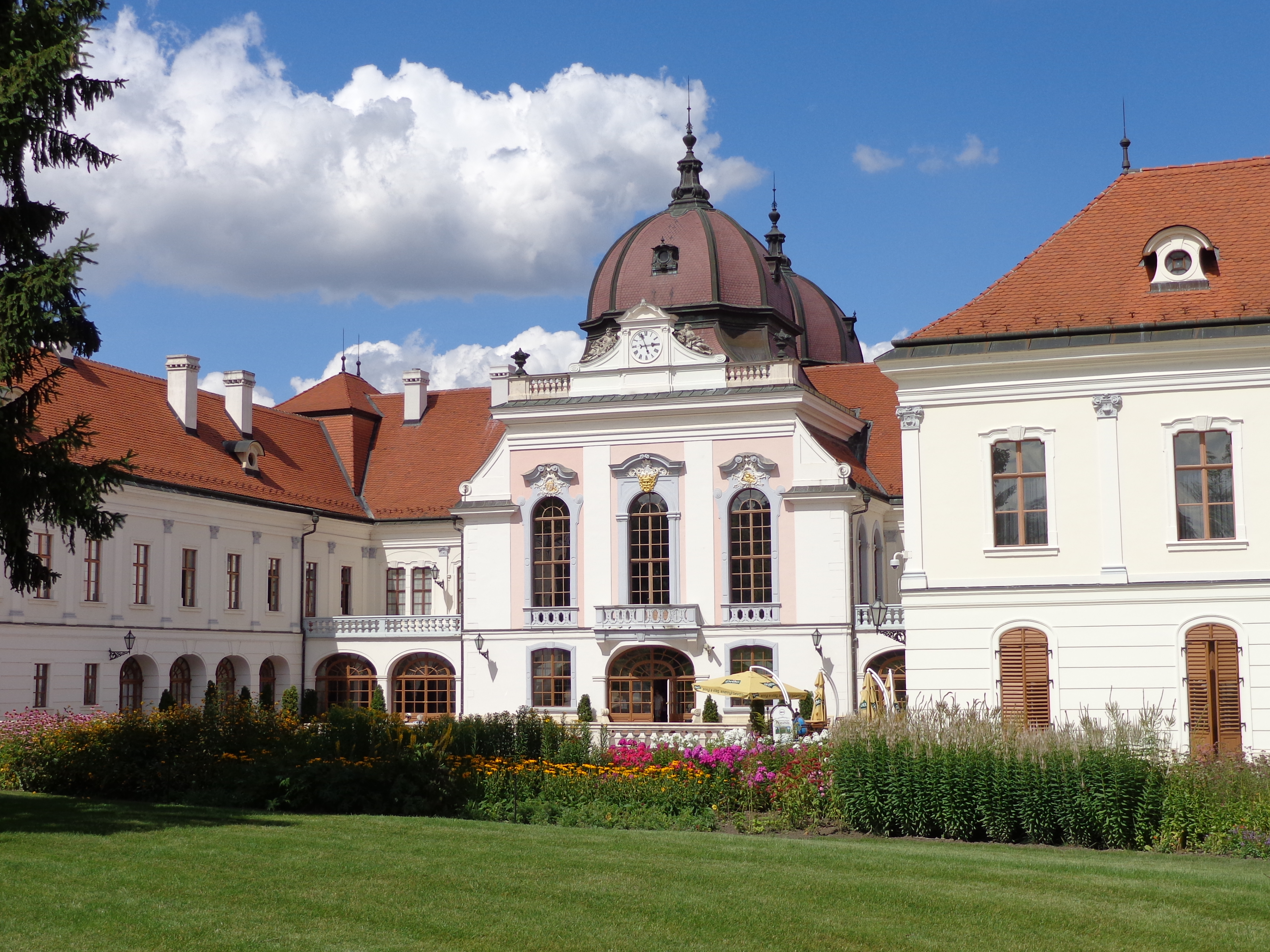
Vườn hoa